# Ulixes cassidoides
Ulixes cassidoides är en insektsart som först beskrevs av Walker 1858.  Ulixes cassidoides ingår i släktet Ulixes och familjen sköldstritar. Inga underarter finns listade i Catalogue of Life.